# Capitania-Geral de São Domingos
A Capitania-Geral de São Domingos (em espanhol: Capitanía General de Santo Domingo) foi uma entidade territorial integrante do Império espanhol, sediada na Ilha de São Domingos (Hispaniola). Foi criada em 1524 e em 1812 transformou-se na Província espanhola de São Domingos. Fez parte do Vice-Reino das Índias até 1535 para passar a fazer parte do Vice-Reino de Nova Espanha até 1821. Foi a primeira província espanhola estabelecida no Novo Mundo e desde 1511 o exercício da jurisdição foi organizada em torno da Real Audiencia de São Domingos.
Depois de anos de luta com os franceses, eles acabaram ficando com o terço ocidental da ilha. Os espanhóis mantiveram o controlo permanente dos dois terços orientais da mesma, com excepção de um período de domínio francês de 1795 a 1809. Este território tornar-se-ia anos mais tarde na República Dominicana.
São Domingos teve um papel importante na conquista do Novo Mundo ao tornar-se o centro de operações dos conquistadores espanhóis em seu caminho para a conquista da o continente americano.